# Hesburger

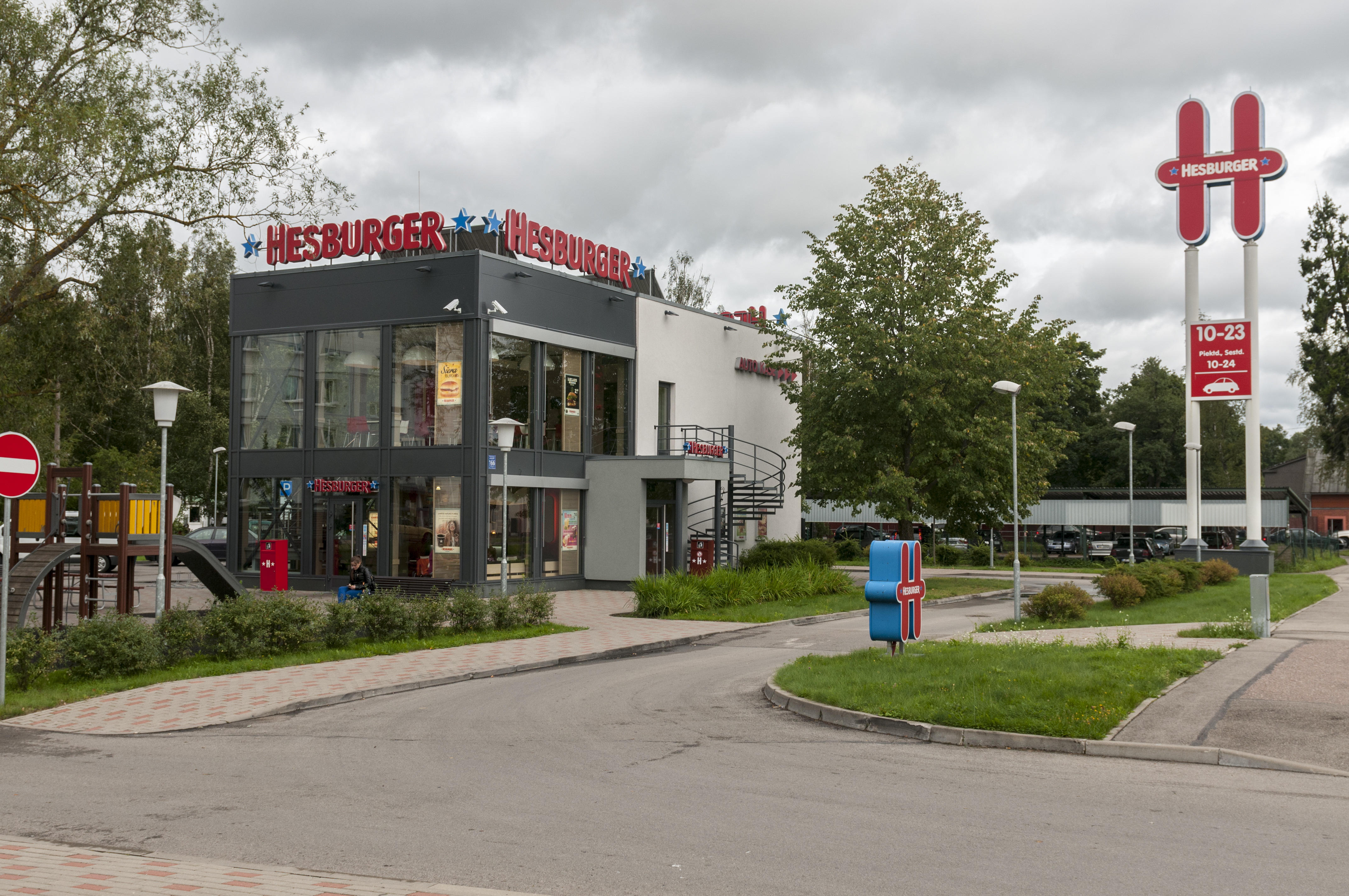
Restaurace Hesburger v Rize

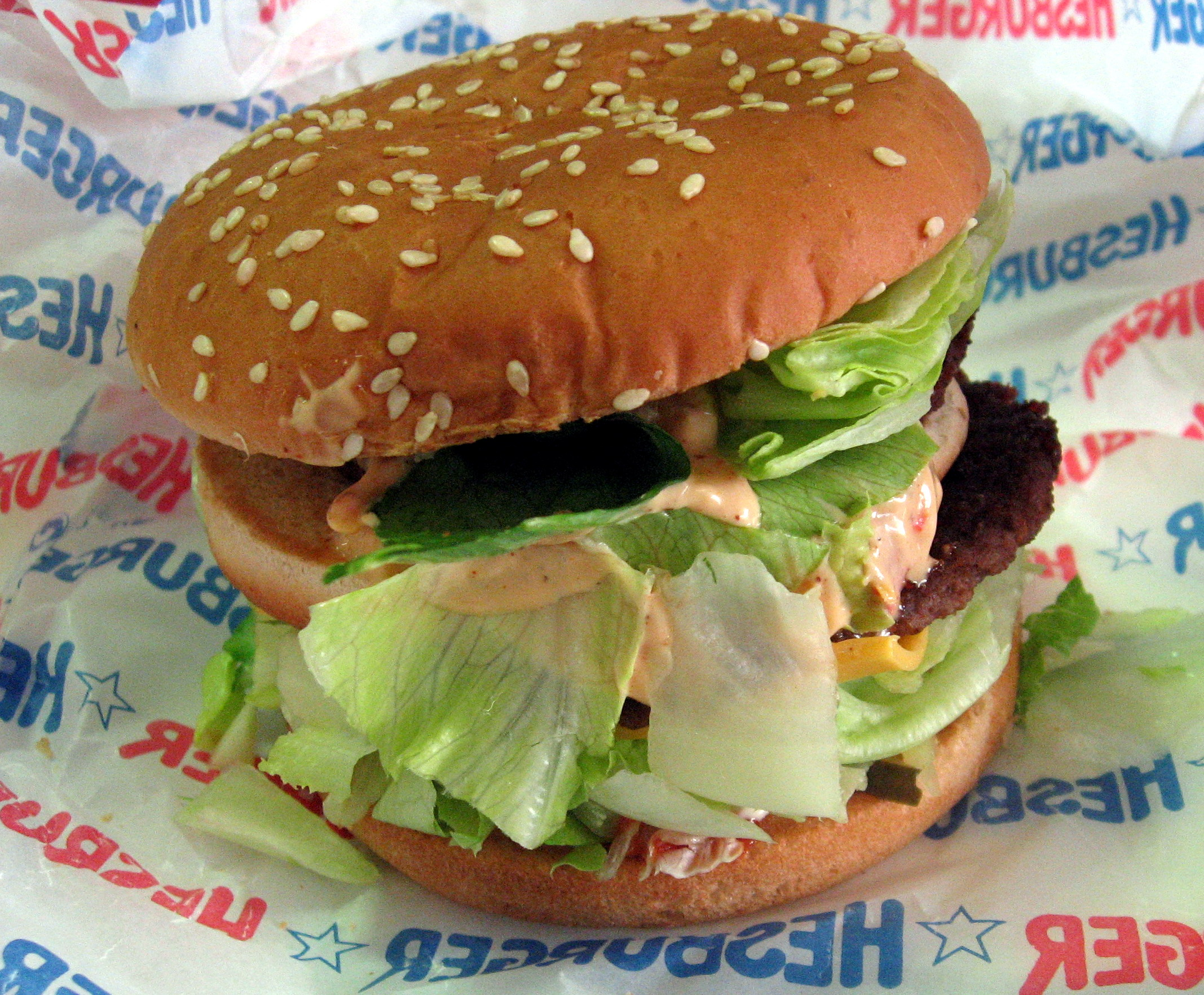
Hesburger od společnosti Hesburger

Hesburger je řetězec restaurací s rychlým občerstvením se sídlem ve finském Turku. Logu společnosti dominuje velké červené písmeno H.

## Další informace
Historie řetězce sahá do roku 1966, kdy si Heikki Salmela (* 1946) v Naantali otevřel kiosek s rychlým občerstvením. První Hesburger byl jím otevřen roku 1980 v Turku a stal se tak první částí prvního řetězce restaurací s rychlým občerstvením ve Finsku. Řetězec v 80. letech rychle rostl. Salmela v roce 1988 řetězec a několik hotelů prodal za téměř 200 milionů finských marek. Za tři roky jej v době recese koupil zpět za 25 milionů.
Na jaře 2006 Hesburger provozoval 281 restaurací ve Finsku, 37 v Estonsku, 3 v Německu, 43 v Lotyšsku, 44 v Litvě a 3 na Ukrajině. Jedna restaurace byla založena i v Sýrii, ale ta nebyla úspěšná. Ve Finsku je největším řetězcem restaurací s rychlým občerstvením. Jejím největším konkurentem je McDonald's. Firma též rozvíjí i jiné aktivity, kromě hotelů i služby pro motoristy, telekomunikační služby a výrobu potravin. Restaurace Hesburger nabízejí zákazníkům WiFi připojení. Hesburger se nadále snaží o proniknutí na trhy na blízkém východě, prostřednictvím smluv s místními firmami.
Název firmy je složenina z částí dvou různých slov. První polovina Hes pochází z domácké verze křestního jména zakladatele Heikkiho Salmely. Druhou část, burger tvoří zkrácenina slova hamburger.